# Rafael Comenge Dalmau
Rafael Comenge Dalmau (Alberique, 16 de julio de 1855 - 30 de diciembre de 1934) fue un abogado, escritor y político valenciano, diputado a las Cortes Españolas durante la restauración borbónica.

## Biografía
Hizo el bachillerato en los escolapios de Valencia; se matriculó muy joven, con tan solo 14 años, como alumno libre en la Universidad de Filosofía y Letras de Valencia. Después se licenció en derecho en la Universidad de Valencia y en filosofía y letras en la Universidad de Madrid. Ejerció como pasante en el bufete de Segismundo Moret, a la vez que hacía de conferenciante en el Ateneo de Madrid. Colaboró en  La Revista Contemporánea , El Progreso, La Reforma, Heraldo de Madrid , El Imparcial, La Correspondencia de España, La Iberia, ABC, El País, La Correspondencia de Barcelona y La Época. También colaboró en la prensa valenciana: Las Provincias, Diario de Valencia, El Mercantil Valenciano. 
Ascendió en Globo aerostático con el Capitán Mayet en El Retiro (1882) y dos años después,  cuando era director interino del periódico El Progreso, un artículo publicado en él, que el gobierno de Cánovas de Castillo consideró injurioso para la Corona le valieron sanciones e incluso un encarcelamiento (dos meses en El Saladero). Estuvo unos meses en Paris, ejerciendo como secretario del embajador (1884).
Se afilió al Partido Liberal y en 1886 fue elegido diputado a Cortes por el distrito de Castuera (provincia de Badajoz), a la edad de 33 años. 
Durante el gobierno de Segismundo Moret fue fiscal contencioso en Filipinas (1892) y posteriormente (1897) fiscal general del Archipiélago. Testigo directo del ocaso colonial español, fue nombrado comandante de la guerrilla que luchó contra los insurrectos filipinas, fue herido en combate y hecho prisionero, por lo que fue condecorado con la Cruz Roja de Entrada en Campaña, la Gran Cruz del Mérito Naval y la Gran Cruz del Mérito Militar. De regreso a la península, ocupó cargos de gran relevancia como, gobernador civil de Canarias (1910), Granada (1899), Valencia (1906) y Málaga (1912). También fue corresponsal de la guerra Ruso – Japonesa (1904), Jefe de Administración Civil de 1ª clase, Oficial Mayor del Ministerio de Gobernación (1905), Jefatura Administrativa de Correos, Jefatura de Personal del Ministerio de la Gobernación e inspector general de la Enseñanza (1919). Fue elegido diputado por el distrito de Alcira a las elecciones generales de España de 1916. 
Socio y conferenciante habitual del Ateneo de Madrid, fue un autor muy prolífico; escribió piezas costumbristas, teatro, novelas, poesía, cuentos, narraciones de viajes y ensayos (una parte de su obre permanece inédita), además de numerosísimos artículos,  entre los que merecen destacarse las colaboraciones periódicas en ABC (Brochazos al temple) y La Correspondencia de Barcelona (Murmuraciones de la Corte e Impresiones políticas del día), donde firmaba con el pseudónimo de Somniator, donde incluyó brillantes y agudas crónicas sobre la guerra de Marruecos. De su obra literaria merece ser destacada la trilogía sobre el bandolero (roder) Micalet Mars, una obra maestra de estilo costumbrista, pionera en su género. La tercera parte de esta obra, aún inédita, será publicada en 2022.
Rafael Comenge Dalmau fue una auténtica personalidad en el mundo cultural de su época, y mantuvo relaciones de estrecha amistad con Unamuno, Azorín, Alfonso XIII, Mariano Benlliure, Federico García Sanchíz, Natalio Rivas Santiago, Carlos Cortezo, José Echegaray, Juan Vázquez Mella y Antonio Maura, entre otros.
En honor a su relevancia política, social y cultural, tiene una calle dedicada en Valencia, en el distrito de Zaidía, y también en Alberique, su ciudad natal, donde la Calle Mayor lleva su nombre, además de un colegio de educación primaria, y los premios literarios anuales de narrativa, de gran solera y entre los más antiguos de la Comunidad Valenciana.

## Obras
- El roder Micalet Mares o el honrado sin honra
- El bandido de Fontfreda
- El Roder
- Viaje al Japón
- Antología de las Cortes de Cádiz (1912)
- El credo de las catacumbas
- Séneca y San Pablo
- Autenticidad de los Evangelios cristianos
- El juego, estudio jurídico
- Sueños y teorías
- Historia de la familia y la propiedad
- Libro del esplendor (Biblia de la cábala)
- Los chinos;cuestiones filipinas
- Código rural
- Media hora en el cielo
- Cuentos maravillosos